# Taquaral de Goiás
Taquaral de Goiás è un comune del Brasile nello Stato del Goiás, parte della mesoregione del Centro Goiano e della microregione di Anápolis.

## Caratteristiche
Il comune presenta una superficie di 204,218 chilometri quadrati, ha una popolazione di 3 541 abitanti ed una densità di 17,34 abitanti per chilometro quadrato.
Inoltre gli abitanti di codesta zona portano il nome di taquaralensi.